# Asperula naufraga
Asperula naufraga är en måreväxtart som beskrevs av Friedrich Ehrendorfer och Gutermann. Asperula naufraga ingår i släktet färgmåror, och familjen måreväxter. Inga underarter finns listade i Catalogue of Life.